# Westminster Choir College
Le Westminster Choir College est un conservatoire supérieur de musique situé à Princeton, dans l'État du New Jersey aux États-Unis. Il fait actuellement partie de l'université Rider ; cependant, il est annoncé le 28 mars 2017 par la direction de l'université qu'elle est à la recherche d'un nouveau propriétaire pour le conservatoire. En mars 2018, il est finalement rapporté par la presse qu'une société chinoise Beijing Kaiwen Education Technology Co. a accepté de racheter le conservatoire pour la somme de 40 millions de dollars.
Le Westminster Choir College forme aux niveaux undergraduate et graduate des hommes et des femmes se destinant à des carrières musicales dans l’éducation, l’interprétation vocale, le piano, l’orgue, la pédagogie, la théorie musicale et la composition, la direction, la musique sacrée et le management artistique. Les disciplines musicales mettant l’accent sur l’interprétation sont complémentées par l’étude des arts libéraux (liberal arts). Tous les étudiants reçoivent des cours du corps enseignant en chant, le plus grand corps enseignant spécialisé en chant dans le monde.